# Nils Arne Eggen
Nils Arne Eggen (Orkdal, 17 settembre 1941 – Orkdal, 19 gennaio 2022) è stato un calciatore e allenatore di calcio norvegese, di ruolo difensore.
È stato l'allenatore più titolato del calcio norvegese.

## Caratteristiche tecniche

### Allenatore
Solitamente, ha utilizzato lo schema 4-3-3.

## Carriera
Ha allenato il Rosenborg in più riprese nel corso degli anni '70 e '80, oltre che ininterrottamente dal 1988 al 1997, dal 1999 al 2002 e nella stagione 2010.

## Palmarès

### Giocatore

#### Club
- Campionato norvegese: 3

Vålerenga: 1965
Rosenborg: 1967, 1969
- Coppa di Norvegia: 1

Rosenborg: 1960

#### Individuale
- Calciatore dell'anno di 1. divisjon: 1

1967

### Allenatore

#### Club
- Campionato norvegese: 15

Rosenborg: 1971, 1988, 1990, 1992, 1993, 1994, 1995, 1996, 1997, 1998, 1999, 2000, 2001, 2002, 2003, 2004, 2010
Moss: 1987
- Coppa di Norvegia: 6

Rosenborg: 1971, 1988, 1990, 1992, 1995, 1999

#### Individuale
- Allenatore dell'anno del campionato norvegese: 7

1990, 1994, 1995, 1996, 1997 1999